# Cirrus (межбанковская сеть)
Cirrus — всемирная межбанковская сеть, основанная в 1986 году. В 1988 году банкоматная сеть Cirrus была приобретена и с тех пор управляется корпорацией MasterCard. Она объединяет кредитные, дебетовые и предоплаченные карты платёжных систем MasterCard, Maestro, Diners Club International в единую сеть, связывающую с более чем 1 млн. банкоматов в 93 странах мира.
По умолчанию карты Maestro связаны с сетью Cirrus, но зачастую в точках приёма карт вывешены все три логотипа семейства MasterCard: собственно MasterCard, Maestro и Cirrus. Банкоматы в Канаде, США и в Саудовской Аравии используют эту сеть как местную. Многие банки также приняли Cirrus в качестве национальной межбанковской сети наравне со своей местной сетью или используют её одновременно с банкоматной сетью PLUS, подконтрольной VISA. В таких регионах, как Индия и Бангладеш, сеть Cirrus также служит в качестве местной сети и национальной межбанковской сети.
В Швеции сеть Cirrus заменила местную, став национальной сетью, объединяющей все банкоматы страны.

## Внешние партнёры
В период с 2003 по 2010 годы MasterCard работала в партнёрстве с Diners Club International. Карты, эмитированные в рамках бренда Diners Club, принимались в банкоматах, снабжённых логотипом Cirrus и через неё соединённые с карточной системой (англ. Card schemes) MasterCard.